# Gyopárfúrómoly
A gyopárfúrómoly (Aethes williana) a valódi lepkék (Glossata) alrendjébe tartozó sodrómolyfélék (Tortricidae) családjának Magyarországon is honos faja.

## Elterjedése, élőhelye
Ez a mediterrán faj Dél- és Közép-Európában, Északnyugat-Afrikában és Kis-Ázsiában honos. Magyarországon nem gyakori, csak alkalmanként károsít.

## Megjelenése
Sárgával és barnával tarkázott, csillogó szárnyú lepke. A szárny fesztávolsága 13–17 mm.

## Életmódja
Közép-Európában (így nálunk is) évente két nemzedéke fejlődik ki: az első áprilisban, a második júliustól rajzik. A kifejlett hernyók telelnek át, és tavasszal bábozódnak. Petéiket a tápnövény szárának alapjánál helyezik el. A kikelő hernyók főleg a szívlevelek nyelébe, a szárba vagy a répatest fejébe rágnak be. A kifejlett hernyók a répafejben vagy mellette a talajban gubót szőnek, és abban alakulnak bábbá. A második nemzedék nyári lepkéi a répa nyaka melletti levélhüvelyekre petéznek. A kikelő hernyó kanyargós járatot rág a csúcs felé, majd visszatér járatának kiinduló pontjára, kirágja magát, és a szabadba vezető, lezárt nyílásban alakul bábbá. A legtöbb lepke kikel még a nyáron, de a kifejlett hernyók egy kisebb hányada csak a következő tavasszal alakul bábbá, majd lepkévé.
Legfontosabb tápnövénye nálunk a sárgarépa, de a hernyó megél számos más növényen az zellerfélék (Apiaceae) vagy őszirózsafélék (Asteraceae) családjából.

## Külső hivatkozások
- Mészáros Zoltán – Szabóky Csaba: A magyarországi molylepkék gyakorlati albuma. Budapest: Agroinform. 2005.  arch Hozzáférés: 2018. április 6. (PDF)